# Лаптев, Олег Юрьевич
Олег Юрьевич Лаптев — российский тяжелоатлет и тренер, многократный победитель и призёр чемпионатов России, Кубков и первенств России, мастер спорта России. Член сборной команды России.

## Биография
Олег Лаптев родился 17 апреля 1987 года в г. Брежнев республики Татарстан. В возрасте 8 лет вместе с семей переехал в г. Ульяновск. В детстве занимался плаванием, футболом и спортивным ориентированием. В 7 классе победил в первенстве г. Ульяновск по подтягиванию на перекладине среди школьников с результатом 41 повторение. После этого по настоянию школьного учителя по физической культуре Бобрович Сергей Иванович начал заниматься тяжёлой атлетикой. Норматив Кандидат в мастера спорта России выполнил через два года в 2001 году. Норматив Мастер спорта России выполнил в 2004 году. В 2004 году впервые стал победителем первенства России по тяжёлой атлетике среди юношей и был включён в состав сборной команды России. В дальнейшем выиграл Первенство России среди юниоров 2006 года и Первенство России среди молодёжи 2009 года. Также имеет многочисленные призовые места первенств России, Всероссийских турниров. В 2009 году представлял сборную команду России на Первенстве Европы среди молодёжи 2009 года в весовой категории до 56 кг. В рывке завоевал бронзовую медаль с результатом 104 кг. В сумме двоеборья занял 6 место. В 2009 году окончил обучение в Ульяновский государственный педагогический университет на факультете физической культуры и спорта. В 2009—2010 гг. проходил срочную службу во Внутренние войска МВД России. На протяжении с 2009 года выступает на всех крупных всероссийских соревнованиях. Многократный призёр и чемпион Первенств, Чемпионатов и Кубков России. В 2020 году завоевал серебряную медаль Чемпионата России по тяжёлой атлетике в г. Грозный. По результатам 2020 года стал обладателем региональной номинации Ульяновской области «Лучший спортсмен года».

## Образование
В 2004 году окончил гимназию № 30 (Ульяновск). В 2004—2009 гг. обучался на факультете физической культуры и спорта Ульяновский государственный педагогический университет. В 2018—2020 гг. обучался в магистратуре Поволжская государственная академия физической культуры, спорта и туризма по специальности «Подготовка высококвалифицированных спортсменов».

## Личная жизнь
В 2010 году вступил в брак с Екатерина Лаптева(Кутузова). В 2011 году родилась старшая дочь Варвара. В 2016 году родилась вторая дочь Агния.

## Спортивные результаты
- Первенство России по тяжёлой атлетике среди школьников 2004 — ;
- Первенство России по тяжёлой атлетике среди юношей до 17 лет 2004 — ;
- Первенство России по тяжёлой атлетике среди юношей до 18 лет 2004 — ;
- Первенство России по тяжёлой атлетике среди юношей до 18 лет 2005 — ;
- Первенство России по тяжёлой атлетике среди юниоров 2006 — ;
- Первенство России по тяжёлой атлетике среди юниоров 2007 — ;
- Первенство России по тяжёлой атлетике среди молодежи 2009 — ;
- Кубок России по тяжёлой атлетике 2009 — ;
- Первенство Европы по тяжёлой атлетике среди молодёжи 2009 — 6 место;
- Чемпионат России по тяжёлой атлетике 2011 — ;
- Кубок России по тяжёлой атлетике 2012 — ;
- Кубок России по тяжёлой атлетике 2014 — ;
- Чемпионат России по тяжёлой атлетике 2015 — ;
- Кубок России по тяжёлой атлетике 2016 — ;
- Чемпионат России по тяжёлой атлетике 2016 — ;
- Чемпионат России по тяжёлой атлетике 2017 — ;
- Чемпионат России по тяжёлой атлетике 2020 — ;
- Кубок России по тяжёлой атлетике 2021 — .